# De magnete
De Magnete, Magneticisque Corporibus, et de Magno Magnete Tellure (Sul magnete, e sui corpi magnetici, e sulla Terra grande magnete) è un libro scientifico pubblicato nel 1600 dal medico e scienziato inglese William Gilbert.

## Contenuto
Nel De Magnete Gilbert descrisse molti dei suoi esperimenti con il suo modello del pianeta Terra chiamato terrella, una piccola sfera magnetizzata, studiando la deviazione dell’ago della bussola dal nord. Rappresentò la gravità, allontanandosi dalla visione cosmologica aristotelica, come una forza simile a quella magnetica tale da tenere la Luna in orbita intorno alla Terra. Descrisse anche l'elettricità statica prodotta dall’ambra e, poiché l’ambra è chiamata Elektron in greco ed electrum in latino, decise di riferirsi al fenomeno con l’aggettivo di electricus dando origine ai termini moderni di "elettrico" e "elettricità". 
Il De magnete esercitò molta influenza sugli studiosi contemporanei tra i quali Galileo, come testimoniato dalle lettere che questi scambiò con Paolo Sarpi e con Giovanfrancesco Sagredo; ciò testimonia l'interesse per l'opera di Gilbert, sia per l’argomento trattato che per il modo rigoroso, per l’epoca, in cui venivano descritti i suoi esperimenti, e per il rigetto delle teorie antiche sul magnetismo, sebbene Gilbert dichiarasse un debito di riconoscenza verso Pierre de Maricourt, di cui alcuni esperimenti compaiono nel trattato.

## Struttura dell'opera
Il De magnete è costituito da sei libri.
- Liber 1[3]: costituito da 17 capitoli, in cui fra l'altro, presenta una indagine storica del magnetismo e della teoria del magnetismo terrestre; descrive la calamita a partire da Platone sino all’identificazione dei minerali di ferro e come il polo sud di una calamita punti al polo nord della Terra e viceversa e come il globo terrestre sia magnetico.

- Liber 2[3]: costituito da 39 capitoli, in cui fra l'altro, tratta della diversità tra elettricità e magnetismo. Gilbert descrive dapprima il fatto che un bastoncino d’ambra una volta strofinato influenza un ago rotante (versorium) fatto di un qualsiasi metallo o attrae un pezzo di carta e foglie. Successivamente spiega che l’elettricità è diversa dal calore e dal magnetismo che invece attrae solo pezzi di ferro, fenomeno che chiama, in latino, coitionis (accoppiamento).  Mostra, poi, gli effetti del taglio di una calamita sferica, la terrella, lungo i poli e l’equatore. Infine mostra come i magneti agiscano a distanza mentre altri come l’oro, l’argento e i diamanti non vengano influenzati dai magneti.

- Liber 3[4]: costituito da 17 capitoli, in cui fra l'altro, tratta del magnetismo normale della Terra; propone, non correttamente, che l’angolo dell’eclittica e la precessione degli equinozi sono causati dal magnetismo; spiega che il ferro, riscaldato al calore bianco e raffreddato, posto lungo un meridiano terrestre acquisisce proprietà magnetiche e che sfregato con altri materiali non acquisisce tali proprietà. Infine mostra il modo migliore per magnetizzare l’ago di una bussola (parla, analogamente a quanto fa sempre, di versorium magnetizzato).

- Liber 4[4]: costituito da 21 capitoli, in cui l'autore parla di declinazione e afferma che la bussola non sempre punta al vero nord ma presenta variazioni considerevoli da tale posizione. Utilizzando la terrella mostra quali siano tali variazioni e come misurarle nonché le fonti degli errori più comuni.

- Liber 5[5]: costituito da 21 capitoli, in cui Gilbert affronta il tema dell'inclinazione magnetica affermando che l’angolo dell’inclinazione di una bussola sull’orizzonte varia a seconda della latitudine mostrando come costruire uno strumento per tale misura. Con l'uso della terrella descrive come l'andolo aumenti verso i poli a partire dall'equatore.

- Liber 6[6]: costituito da 9 capitoli in cui l'autore affronta il tema della rotazione terrestre rigettando le ipotesi aristoteliche sulla sfera delle stelle fisse ipotizzando che la causa del moto diurno siano da ricercare nell'energia magnetica e nell'alleanza dei corpi. Successivamente indica che l'inclinazione dei poli terrestri rispetto all'eclittica genera le stagioni e che la precessione degli equinozi sia dovuta al movimento dell'asse terrestre.

## Edizioni
- De Magnete, Peter Short, London, 1600 (prima edizione, in Latino)
- De Magnete, Wolfgang Lockmans, Stettin, 1628 seconda edizione, in Latino)
- De Magnete, 1633 (terza edizione, in Latino)